# Гонсалес, Абраам
Абраам Гонсалес Касанова (исп. Abraham González Casanova; род. 16 июля 1985, Барселона), известен как Абраам, испанский футболист.

## Биография
Родился в Барселоне. Дебютировал в футболе за «Террассу», в сезоне 2004/2005 появляясь 16 раз.
Два года спустя он перешёл в «Барселону», вначале поиграв в резервном составе в четвёртом дивизионе. В Ла Лиге деботировал 30 мая 2009 года, в матче с «Депортиво Ла-Корунья», заменив Хави.
В 2009 году Абраам присоединился к повысившемуся «Кадису». Через год, после того, как «Кадис» вернулся обратно, перешёл в «Химнастик», но не впечатлил новый клуб. На правах аренды присоединился к «Понферрадине».
15 июля 2011 Абраам присоединился к «Алькоркону». Через два года вернулся в Ла Лигу, но уже выступая за «Эспаньол». Первый гол в Ла Лиге забил 27 февраля 2015 года, в матче против Кордовы.
В 2016—2019 годах играл в Мексике, а с начала 2020 года — на Кипре.